# القاهرة اليوم (برنامج)
القاهرة اليوم هو برنامج تلفزيوني مصري يبث على الهواء 5 أيام بالأسبوع، ومنذ أكثر من 20 سنة، وتبثه حالياً قناة اليوم. مدته ثلاثة ساعات. يعتبر برنامج القاهرة اليوم من أشهر البرامج التلفزيونية الحوارية على الهواء مباشرة في مصر والعالم العربي لأنه يتمتع بنسبة مشاهدة لا توجد أو تتوافر لبرنامج آخر رغم أن عرضه يتم من خلال قناة مشفرة - اليوم - ضمن شبكة قنوات خاصة أوربت شوتايم ويقوم بتقديم البرنامج بشكل رئيسي الإعلامي جمال عنايت وبمشاركة مريم زكي - وآخرين. يتم بث البرنامج طوال الأسبوع من الأحد إلى الخميس. ومن المعروف أن البرنامج له علاقات وثيقة مع أجهزة المخابرات المصرية.
يتميز القاهرة اليوم بنسبة مشاهدة قد تصل إلى الملايين في كل أرجاء العالم حيث يقوم البرنامج بمتابعة شاملة لآخر الأخبار الهامة والأحداث اليومية في مختلف المجالات سواء سياسية، اقتصادية، فنية أو اجتماعية. وأيضا يهتم بآخر مانُشر بالصحف اليومية والأسبوعية وأهم الأخبار المتناولة في الصحافة من خلال فقرة مخصصة للصحافة.
تم عرض الحلقة الأولى من البرنامج في عام 2000م وتحديداً في يوم 6/5/2000 وظهر لأول مرة عمرو أديب وبجانبه الإعلامية نيرفانا إدريس.
في يوم 18 سبتمبر عام 2010 تعرض القاهرة اليوم لتوقف بثه المباشر لسبب قيل وقتها تأخر في دفع مستحقات مالية لمدينة الإنتاج الإعلامي وتم حينها إغلاق استوديوهات قناة أوربت في مدينة الإنتاج الاعلامي وفصل التيار الكهربي.. واستمر توقف البرنامج حت أعيد مرة أخرى البث المباشر يوم 13 فبراير عام 2011 بفضل ثورة 25 يناير وتغيير نظام الحكم وتنحي الرئيس حسني مبارك يوم 11/2/2011، وكان السبب الحقيقي في توقف البرنامج كشف عنه الإعلامي عماد أديب في لقاء معه في شهر ديسمبر 2010 أن السبب قرار سياسي بمنعه بدعوى أن الإعلامي عمرو أديب مهيج للجماهير وقال الإعلامي عمرو أديب في شهر يناير 2011 أنه بعد توقف البرنامج اتصل به أمين التنظيم بالحزب الوطني المهندس / أحمد عز وقال له أن القاهرة اليوم سبب في عدم رضا الشعب المصري عن ظروفه ومستوى معيشته.
برنامج القاهرة اليوم يعتبر أحد أهم برامج العالم العربي لأنه من أول وأقدم البرامج الحوارية وبشكل عام يحتوي على فقرات تشمل جميع جوانب الحياة والقضايا التي تهم المشاهد المصري أينما كان والعربي أيضا. ويبث البرنامج في تمام التاسعة ونصف «حسب توقيت القاهرة» على قناة اليوم التي هي جزء من شبكة قنوات أوربت شوتايم الخاصة.